# Bastatjärnen (Piteå socken, Norrbotten)
Bastatjärnen är en sjö i Piteå kommun i Norrbotten och ingår i Lillpiteälvens huvudavrinningsområde.